# Ivo Basay
Ivo Basay (Santiago de Chile, 13 april 1966) is een voormalig profvoetballer uit Chili, die na zijn actieve loopbaan het trainersvak instapte. Hij is sinds 2012 hoofdcoach van Santiago Wanderers.

## Clubcarrière
Basay speelde clubvoetbal in Chili, Frankrijk, Argentinië en Mexico. Hij speelde als aanvaller en beëindigde zijn loopbaan in 1999.

## Interlandcarrière
Basay speelde 24 officiële interlands voor Chili in de periode 1986-1997, en scoorde zes keer voor de nationale ploeg. Hij maakte zijn debuut in de vriendschappelijke uitwedstrijd tegen Brazilië (1-1) op 7 mei 1986 in Curitiba, net als Jaime Vera, Mariano Puyol, Jaime Pizarro, Manuel Pellegrini en Fernando Astengo. Basay nam met Chili onder meer deel aan drie edities van de Copa América: 1987, 1991 en 1995.
| Interlanddoelpunten | Interlanddoelpunten | Interlanddoelpunten | Interlanddoelpunten | Interlanddoelpunten | Interlanddoelpunten | Interlanddoelpunten | Interlanddoelpunten |
| #                   | Datum               | Locatie             | Wedstrijd           | Goal(s)             | Score               | Uitslag             | Wedstrijd           |
| ------------------- | ------------------- | ------------------- | ------------------- | ------------------- | ------------------- | ------------------- | ------------------- |
| 1                   | 19/06/1987          | Lima                | Peru – Chili        | 72'                 | 1 – 2               | 1 – 3               | Oefeninterland      |
| 2                   | 03/07/1987          | Córdoba             | Brazilië – Chili    | 41'                 | 0 – 1               | 0 – 4               | Copa América        |
| 3                   | 03/07/1987          | Córdoba             | Brazilië – Chili    | 68'                 | 0 – 3               | 0 – 4               | Copa América        |
| 4                   | 13/08/1989          | Santiago            | Chili – Brazilië    | 90'                 | 1 – 1               | 1 – 1               | WK-kwalificatie     |
| 5                   | 14/07/1995          | Paysandú            | Chili – Bolivia     | 55'                 | 1 – 0               | 2 – 2               | Copa América        |
| 6                   | 14/07/1995          | Paysandú            | Chili – Bolivia     | 61'                 | 2 – 0               | 2 – 2               | Copa América        |

## Erelijst
Club Magallanes
- Topscorer Primera División de Chile

1985 (19 goals)
 Necaxa
- Primera División

1995
- Copa México

1995
 Colo-Colo
- Primera División de Chile

1996, 1997, 1998
- Copa Chile

1996